# Christian Løffler (fotograf)
 Der er flere personer med dette navn, se Christian Løffler (arkitekt).
Christian Frederik Løffler (født 4. april 1823 i København, død 5. august 1888 i Holbæk) var en dansk dekorationsmaler og fotograf, bror til Carl Løffler.
Han var søn af malermester Johan Carl Albrecht Løffler (1778 - 16. maj 1835) og Martha Marie Dorothea født Fiedler (1787-1867), stod i malerlære hos sin far og senere hos sin ældre bror Carl. Løffler blev optaget på Kunstakademiet 1835, men mødte ikke mødt til undervisning 1840-42 og vandt den lille sølvmedalje i dekorationsskolen 1846. Løffler blev uddannet dekorationsmaler og arbejdede i broderens firma på et tidspunkt, hvor den pompejanske udsmykning af Thorvaldsens Museum var højeste mode. Selv deltog Løffler i udsmykningen af lofter i korridoren på 1. sal og værelserne 24 og 28 i Thorvaldsens Museum 1844-45.
Moden varede dog ikke ved, og Løffler skiftede til et mere sikkert erhverv, da han fik næringsbrev som fotograf 1857. Han havde atelier i Holbæk fra ca. 1862. 
Holbæk Museum har et fotograf i af udsigten fra Løfflers atelier i Holbæk (ca. 1875).
Han var ugift.